# Più di prima
Più di prima è il terzo album di Pupo, pubblicato nel 1980.
Dall'album sono stati tratti tre 45 giri, Su di noi/Lucia, Cosa farai/Firenze S. Maria Novella e San Francisco/Innamorata. Il brano Su di noi, inoltre, fu presentato al Festival di Sanremo 1980, in cui si classificò al 3º posto.

## Tracce
1. Cosa farai
2. Più di prima
3. Su di noi
4. Piccola tu
5. Un nuovo giorno
6. Bravo
7. Firenze S. Maria Novella
8. San Francisco
9. Innamorata
10. Lucia

## Formazione
- Pupo – voce
- Paolo Donnarumma – basso
- Flaviano Cuffari – batteria
- Gian Piero Reverberi – tastiera
- Claudio Bazzari – chitarra
- Giuseppe Solera – sax
- Gabriele Balducci, Mario Balducci, Marco Ferradini, Silvio Pozzoli – cori